# Dziura w Stołowie

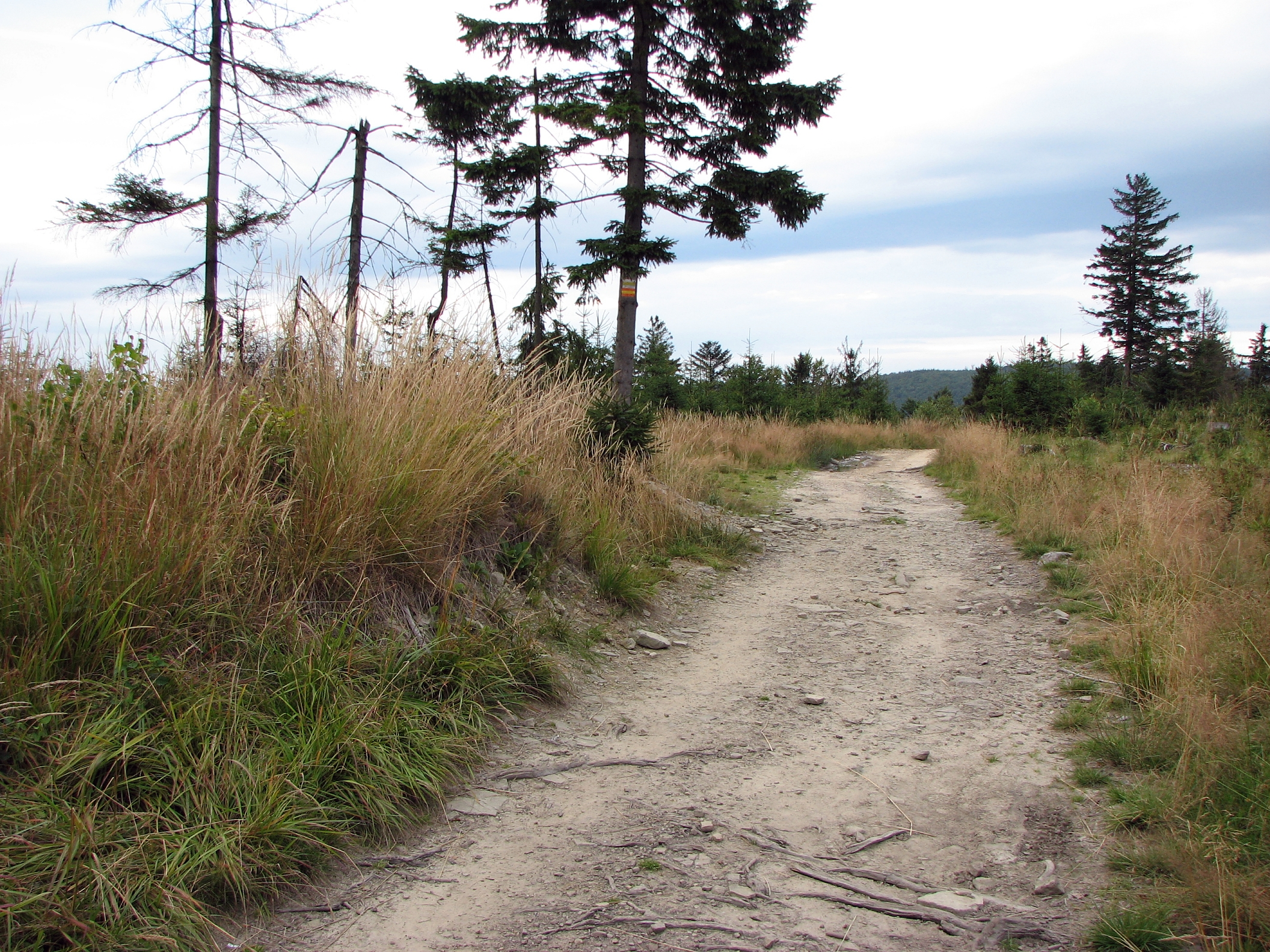
Szczyt Stołów

Dziura w Stołowie – jaskinia w Beskidzie Śląskim. Wejście do niej znajduje się na południowym zboczu Stołowa, na wysokości 1016 m n.p.m. Długość jaskini wynosi 104 metry, a jej deniwelacja 15 metrów.

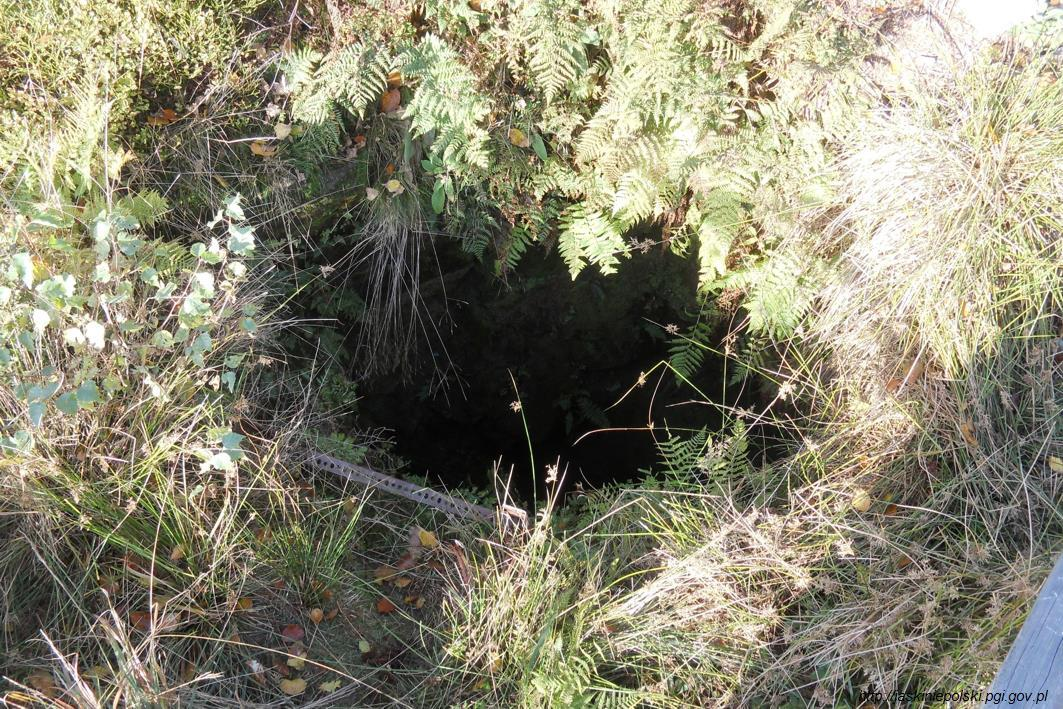
Otwór jaskini

## Opis jaskini
Jaskinia zaczyna się szeroką, 3-metrową studzienką. Odchodzą z niej dwa ciągi: do dolnego piętra i do górnego piętra jaskini.

### Dolne piętro
W zachodniej ścianie studzienki zaczyna się szczelinowy korytarzyk, który przez zacisk prowadzi do niewielkiej salki. Z niej niskim korytarzem, przez trudny zacisk, dochodzi się do najniżej położonej części jaskini – sali nazwanej Zaułkiem Rysiaczka.

### Górne piętro
Z dna studzienki odchodzi korytarz prowadzący do niewielkiej salki, gdzie zaczyna się Korytarz Gejów Gumowych. Idzie on, przez zacisk, do kolejnego korytarza – Mamuciej Dupy, który kończy się małą salką z zawaliskiem.

## Przyroda
Jaskinia jest typu osuwiskowego. Zamieszkują ją trzy gatunki nietoperzy: podkowiec mały, nocek wąsatek i nocek duży. Ściany są wilgotne, roślinność występuje tylko w studzience wejściowej (mchy i porosty).

## Historia odkryć
Jaskinia była znana od dawna. Jej opis i plan sporządzili w J. Ganszer i J. Pukowski w 1989 roku.